# Platygaster rugosiceps
Platygaster rugosiceps är en stekelart som beskrevs av Peter Neerup Buhl 1994. Platygaster rugosiceps ingår i släktet Platygaster och familjen gallmyggesteklar. Arten är reproducerande i Sverige. Inga underarter finns listade i Catalogue of Life.